# Jute
Jute ([ˈjuːtə], ehemals [ʤuːt]) ist eine einjährige Pflanze (Kraut, Strauch). Sie gehört zur Gattung Corchorus, von der vor allem die zwei Arten Corchorus capsularis und Corchorus olitorius zur Fasergewinnung genutzt werden. Die Stängellänge – und damit die Faserlänge – liegt bei 1,50 bis über 3 m. Ursprünglich stammt die Jute aus den Ländern des Mittelmeerraums, kam von dort nach Asien und wird heute besonders in Indien und Bangladesch angebaut. Sie benötigt ein immerfeuchtes, tropisches Klima (optimale Temperatur 27 bis 31 °C, Niederschlag > 1.500 mm/Jahr). Corchorus olitorius ist im tropischen Afrika und Asien heimisch. Die Früchte sind giftig.

## Anbau

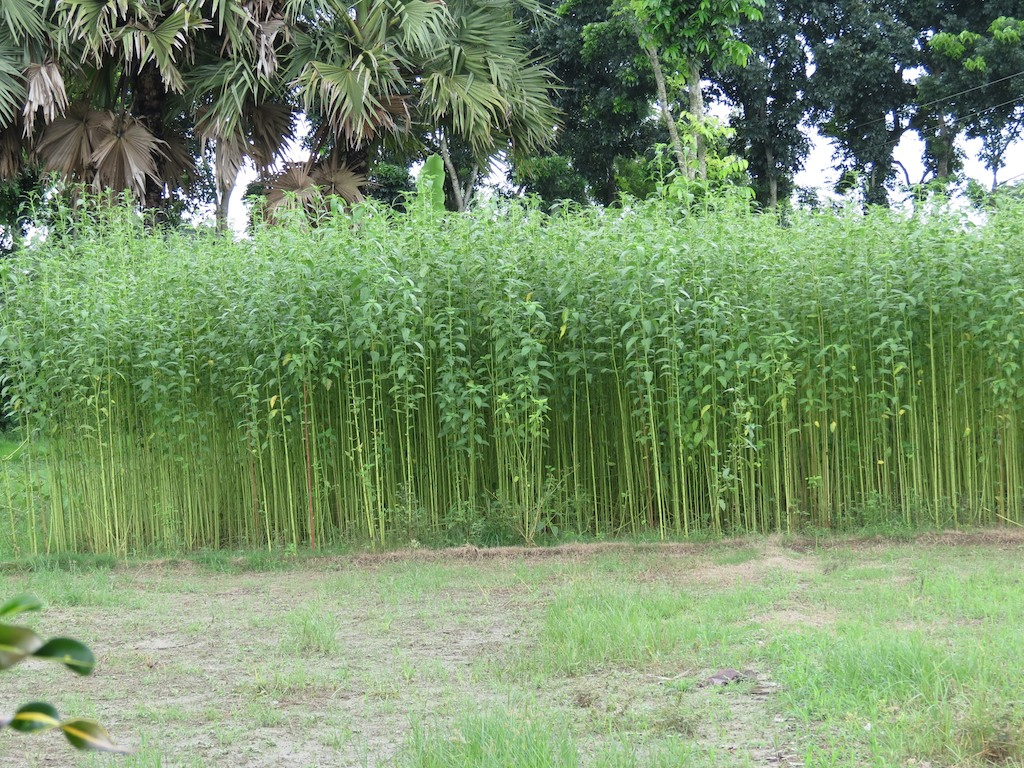
Feld mit Jutepflanzen

Jute wird insbesondere in den alluvialen Böden des Gangesdeltas in den wechselfeuchten Tropen angebaut. Nach der Aussaat in die vorbereiteten Böden werden die Pflanzen bei einer Größe von 15 bis 20 cm verzogen und nach etwa vier Monaten geerntet.
Jute wird, wo es jährliche Überschwemmungen gibt, ohne Dünger und Pflanzenschutzmittel angebaut. Der Pilz Macrophomina phaseolina ist jedoch für moderne Monokulturen ein Schädling, der ca. 30 % der Ernte vernichtet. Dessen Genom wurde 2012 von einem Team um Maqsudul Alam am Bangladesh Jute Research Institute entschlüsselt, mit der Hoffnung, hier ein Pflanzenschutzmittel zu entwickeln.
C. olitorius wird im Handel und der Industrie auch als Tossa Jute, C. capsularis als Weiße Jute bezeichnet. Eine Reihe von Pflanzen, die nicht zur gleichen Gattung gehören, liefern Fasern, die denen der Jute sehr ähnlich sind, z. B. Kenaf und Roselle. Da die Fasern im Handel letztlich kaum noch zu unterscheiden sind, werden sie oft zu der Kategorie „Jute und ähnliche Fasern“ zusammengefasst.

## Gewinnung der Fasern

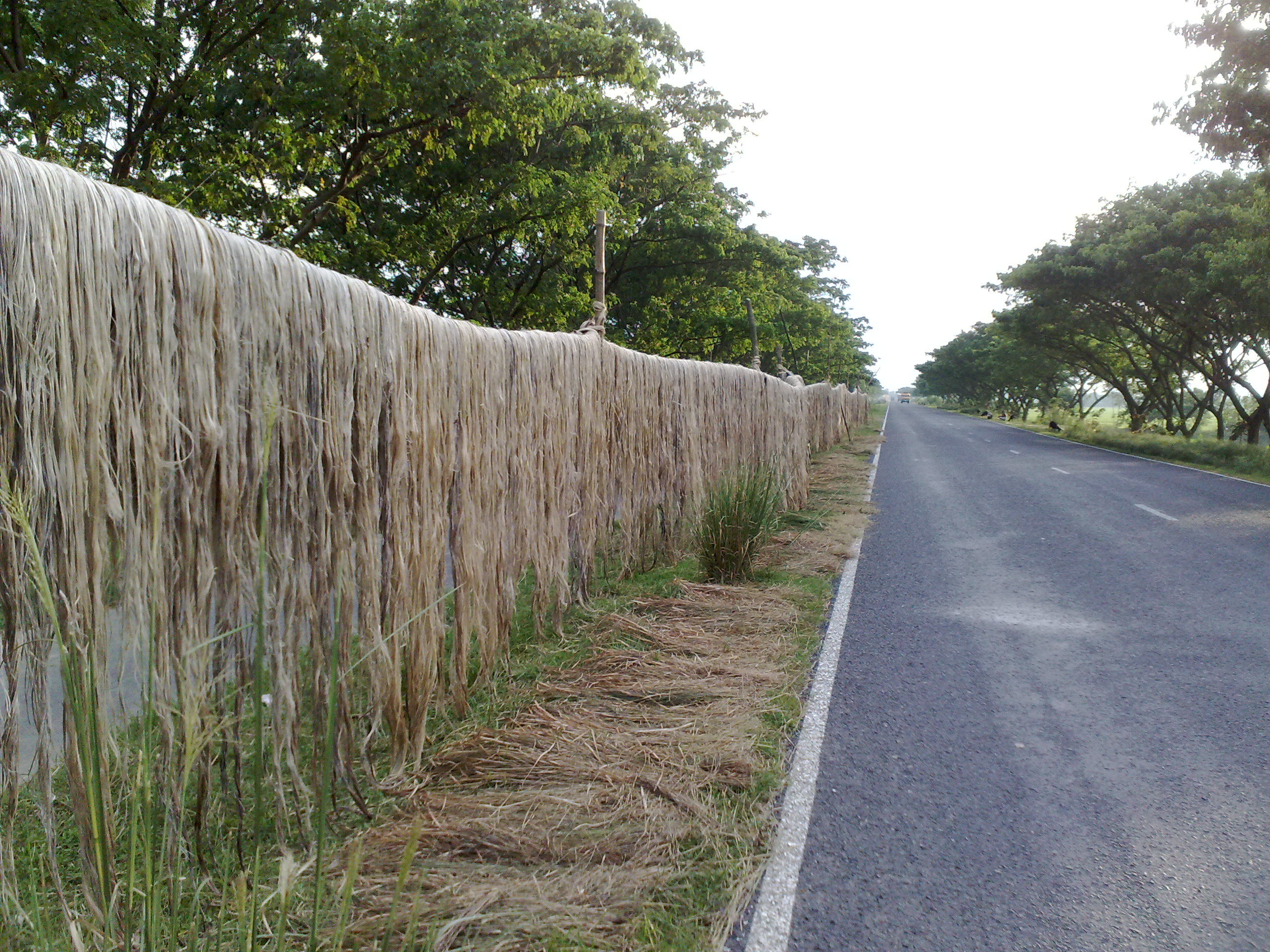
Jutefasern werden entlang einer Straße getrocknet

Nach dem Rösten für 20 Tage werden die Fasern von Hand ausgelöst, in fließendem Wasser gewaschen und getrocknet. Vor dem Spinnen werden die Fasern in der Regel mit einem mineralölhaltigen Öl behandelt (sog. Batschen), um die Verarbeitung zu erleichtern. Dieses Verfahren wird aufgrund möglicher gesundheitlicher Schäden kritisiert. Problematisch ist dieses Öl vor allem in technischen Anwendungen, z. B. in Automobilen als Türinnenverkleidungen, wogegen es in textilen Anwendungen während des Herstellungsprozesses überwiegend wieder ausgewaschen wird.

## Eigenschaften
Als Naturfasern sind Jutefasern vollständig biologisch abbaubar. Die Jutefaser besitzt einen goldenen und seidigen Glanz, daher wird sie auch „die goldene Faser“ genannt. Sie ist durch ein hohes Wasseraufnahmevermögen, eine geringe Reißfestigkeit (20–25 Rkm) und eine gute Verrottbarkeit gekennzeichnet. Jutefasern haben eine hohe Dehnfestigkeit bei niedriger Dehnbarkeit, was die Qualität als industrielles Garn und Gewebe bedingt. Sie lassen sich gut färben, sind jedoch sehr fäulnisanfällig und riechen streng.

## Verwendung
Jutefasern werden unter anderem für Verpackungsmaterialien (beispielsweise Säcke), Spezialpapiere, grobe Garne und Teppiche verwendet. Jutegewebe dient als Trägermaterial für Linoleum. Jute gehört zu den „nachwachsenden Rohstoffen“ und ist ein wichtiger Konkurrent zu den heimischen Naturfasern Flachs und Hanf beispielsweise in Faserverbundwerkstoffen. Als Hochleistungsdämmstoff ist Jute seit jüngerer Zeit ebenfalls in Verwendung.
Jute-Blätter (Corchorus olitorius) werden auch als Gemüse gegessen (arabisch: Malachija oder Nalta). Teilweise werden sie auch getrocknet und zu einer Suppe verarbeitet. Die getrockneten Blätter der Jutepflanze können überbrüht und als Jute-Tee getrunken werden. In Indien wird Corchorus olitorius auch als Faserpflanze angebaut, die Qualität steht der von Corchorus capsularis aber deutlich nach. Als Koppelprodukt von Jute fällt bei der Gewinnung der Faser aus dem Stroh der hölzerne Kern in Form kleiner Bruchstücke (Schäben) an. Hochwertige Anwendungen existieren dafür jedoch nicht.
Die Jutetasche wurde 1978 von GEPA eingeführt und mehr als 5 Millionen Mal verkauft. Sie wird inzwischen durch Baumwolltaschen, die teilweise aus ökologischem Anbau und fairem Handel stammen, ersetzt. Eine konventionelle Baumwolltasche muss jedoch auf Grund der Umweltbelastung bei der Herstellung nach Beurteilung des Naturschutzbunds Deutschland (Nabu) mindestens 100-mal so oft wie eine erdölbasierte Kunststofftüte genutzt werden, um in der Klimabilanz mit der Kunststofftüte gleichzuziehen.

## Wirtschaftliche Bedeutung
Die Weltproduktion von Jutefasern lag im Jahr 2007/08 bei etwa 2,7 Mio. t. Größter Produzent war Indien (etwa 1,6 Mio. t), gefolgt von Bangladesch (0,9 Mio. t) und anderen südasiatischen Ländern (Myanmar mit etwa 0,04 Mio. t und Nepal mit etwa 0,02 Mio. t). Die Weltproduktion schwankt etwa zwischen 2,3 und 2,8 Mio. t auf einer Anbaufläche von über 1,3 Mio. ha.
Jute ist mengenmäßig nach der Baumwolle die wichtigste Naturfaser. Weltweit leben 10 bis 12 Mio. Kleinbauern und viele 100.000 Menschen von ihrer Weiterverarbeitung. Durch die Zunahme der Schüttgüter und die Verdrängung durch synthetischen Fasern seit den 1970er-Jahren brachen der internationale Handel sowie die realen Preise stark ein. Nur noch ein Drittel der Fasern gehen in den Export. Der Rest wird in den Hauptanbauländern Indien und Bangladesch verbraucht. Hauptimportland ist inzwischen Pakistan. Die Verwendung von Jute als Verpackungsmaterial für den Großhandel ist in Indien gesetzlich vorgeschrieben.
Da die Jute mengenmäßig alle technisch genutzten Naturfasern dominiert, beeinflusst sie maßgeblich die Preise der anderen Naturfasern. In den letzten Jahren wurde eine Fülle neuer Produkte mit hoher Wertschöpfung für Jutefasern entwickelt: Heimtextilien, Verbundwerkstoffe, Geotextilien, Papier, Technische Textilien, Dämmstoffe, Chemieprodukte und Modeartikel. Die steigende Nachfrage nach Jutefasern insbesondere aus Indien (für Verpackungen) und China (u. a. für Verbundwerkstoffe) zusammen mit mehrjährigen schlechten Ernten führte im Dezember 2009 zu der Entscheidung Bangladeschs, einen Exportstopp für unverarbeitete Jute zu verhängen. Dieses wurde erst im Februar 2010 für bestimmte Qualitäten wieder teilweise aufgehoben und infolge des Embargos stieg der Preis für Jutefasern um 50 bis 100 %.

## Kulturgeschichte

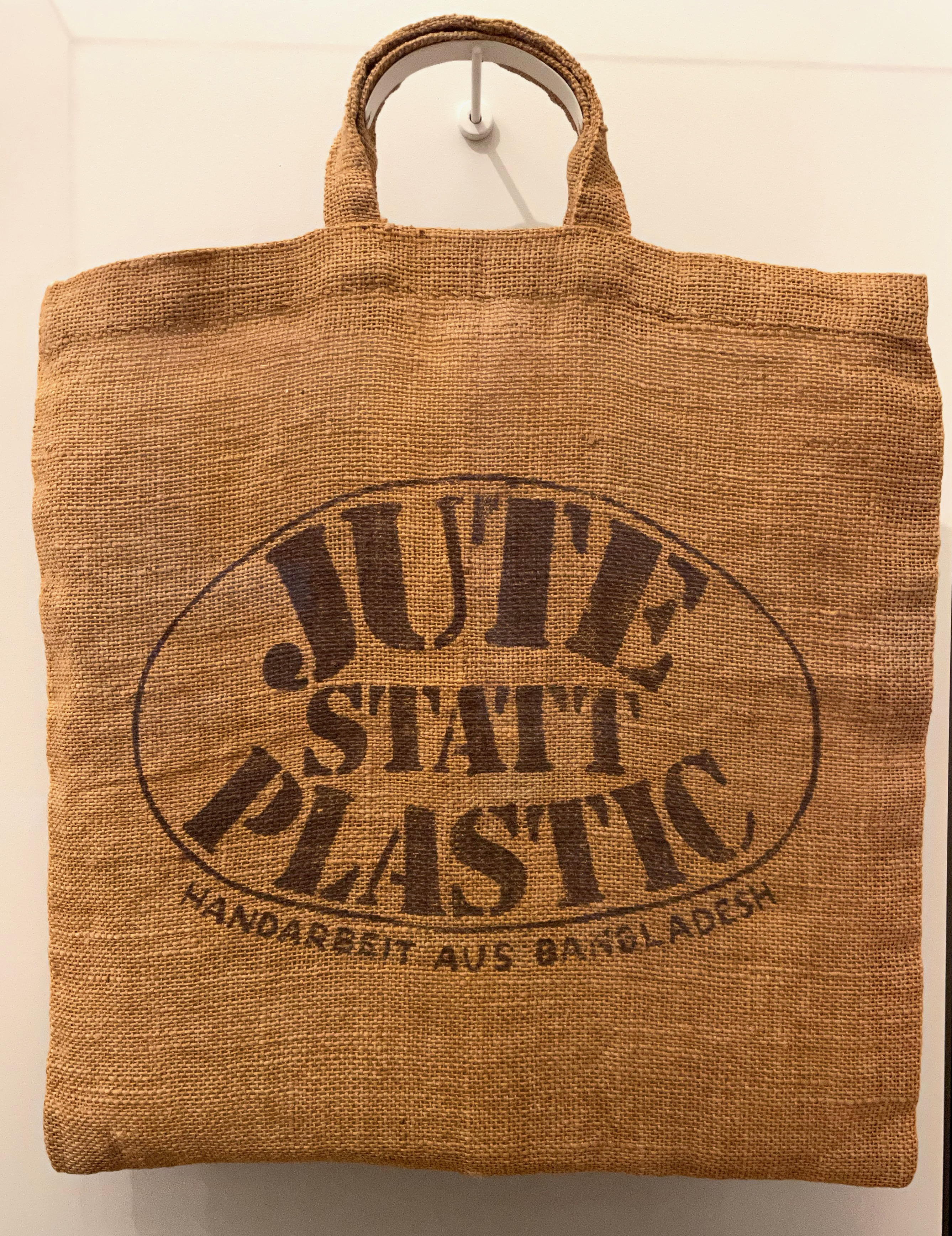
Jutetasche

Die Nutzung von Jute begann in Asien zunächst als Kochgemüse und als Faserquelle für den Eigenbedarf. Erst in der ersten Hälfte des 19. Jahrhunderts begann in der schottischen Stadt Dundee, die in der Folgezeit den Beinamen Juteopolis erhielt, die maschinelle Verarbeitung der Faser. Erst hiermit erlangte Jute als Faserlieferant weltweite wirtschaftliche Bedeutung. So erreichte der Juteanbau schon um 1900 eine Anbaufläche von etwa 1 Mio. ha.
Die erste Jutespinnerei auf dem europäischen Festland wurde 1861 durch den Industriellen Julius Spiegelberg (1833–1897) in Vechelde bei Braunschweig gegründet. Im Jahr 1866 produzierte das Unternehmen wöchentlich etwa 500 bis 600 Zentner Jutegarn. Der Betrieb bestand bis 1926.
Der Slogan Jute statt Plastik! wurde zum Symbol für die bewusste Entscheidung von Konsumenten gegen die Wegwerfgesellschaft und für soziale und ökologische Verantwortung. Die Jutetasche wird inzwischen durch Baumwolltaschen aus ökologischem Anbau und fairem Handel ersetzt.
Das Oxford English Dictionary nimmt (hierin Walter W. Skeat folgend) eine Verwandtschaft mit oder Ableitung von Sanskrit जट jaṭa „(Haar-)Strähne, Zopf“ an, doch wird diese Herleitung im Hobson-Jobson als „sehr zweifelhaft“ bezeichnet. Ähnliche Wörter mit dieser Bedeutung existieren auch in anderen nordindischen Sprachen, darunter dem Bengalischen, das die Sprache in der Hauptanbauregion ist. Die Pflanze findet bereits bei Theophrast Erwähnung (EIP 4.8.14). Archäologisch sind Jutefasern zum Beispiel im bronzezeitlichen Schahr-e Suchte im Iran und in Berenike in Ägypten nachgewiesen.

## Recycling

Recycling-Code für Jute

Der Recycling-Code von Jute ist 61.